# Käringtand
För musikalbumet Käringtand med vissångerskan Margareta Söderberg, se Käringtand (musikalbum).
Käringtand (Lotus corniculatus) L. är en ört tillhörande familjen ärtväxter. 

## Beskrivning
Käringtand kan bli upp till 4 dm hög.
Blommorna är gula och sitter i stora flockar. Topparna är ofta röda, vilket gör att hela flocken på håll kan skifta i rött. Blommar juni – juli.
Frukten är en 4 mm bred balja innehållande 10 — 30 frön med diameter 1 à 1,5 ;mm.
Bladen är tvåpariga med uddblad. 
Rötterna på käringtand, som tränger ända till 1 m djupt ned, har de knölar, leguminosknölar, som är typiska för ärtväxter. På sina håll kan käringtand bli invasiv, och slå ut andra växter. De djupgående rötterna gör den svårutrotad. Bränning är verkningslös, endast kemiska medel, som eventuellt kan vara betänkliga ur miljösynpunkt, fungerar.
Ett praktexempel med knölar på rötterna är ärtväxten jordnötter, som alls icke är nötter i stil med exempelvis hasselnötter.
Dess nektar innehåller ca 40 % sockerarter. En enskild blomma producerar 0,08 mg nektar varje dag.
Växten innehåller i och för sig det giftiga ämnet blåsyra, men i så små mängder att det inte är farligt som foder till boskap. Men för snäckor, som stundom äter därav, är det ett dödligt gift.
Kromosomtal 2n = 24.

## Biotop
Käringtand växer på gräs- och hedmark. Kalkgynnad. Den trivs på såväl fuktiga som torra ställen, där den klarar torka bra.
Angrips inte av klöverål och bara föga av klöverröta, (Screotinia trifoliorum).

## Habitat
Käringtanden förekommer i hela Sverige, längst i norr dock sparsamt, och i stora delar av övriga Europa. I Norge går käringtand upp till 750 m ö h; på Hardangervidda upp till 1 380 m ö h. I centraleuropas bergstrakter kan käringtand ta sig över 2 000 m ö.h..
I Finland små populationer här och var; längst i norr bara tillfälligt.
I Afrika förekommer käringtand i ett smalt bälte längs medelhavskusten samt i Marocko.
Enstaka fyndorter finns i Nordamerika, men käringtand är inte ursprunglig där.

### Utbredningskartor
- Norden
- Norra halvklotet

## Förväxlingsarter

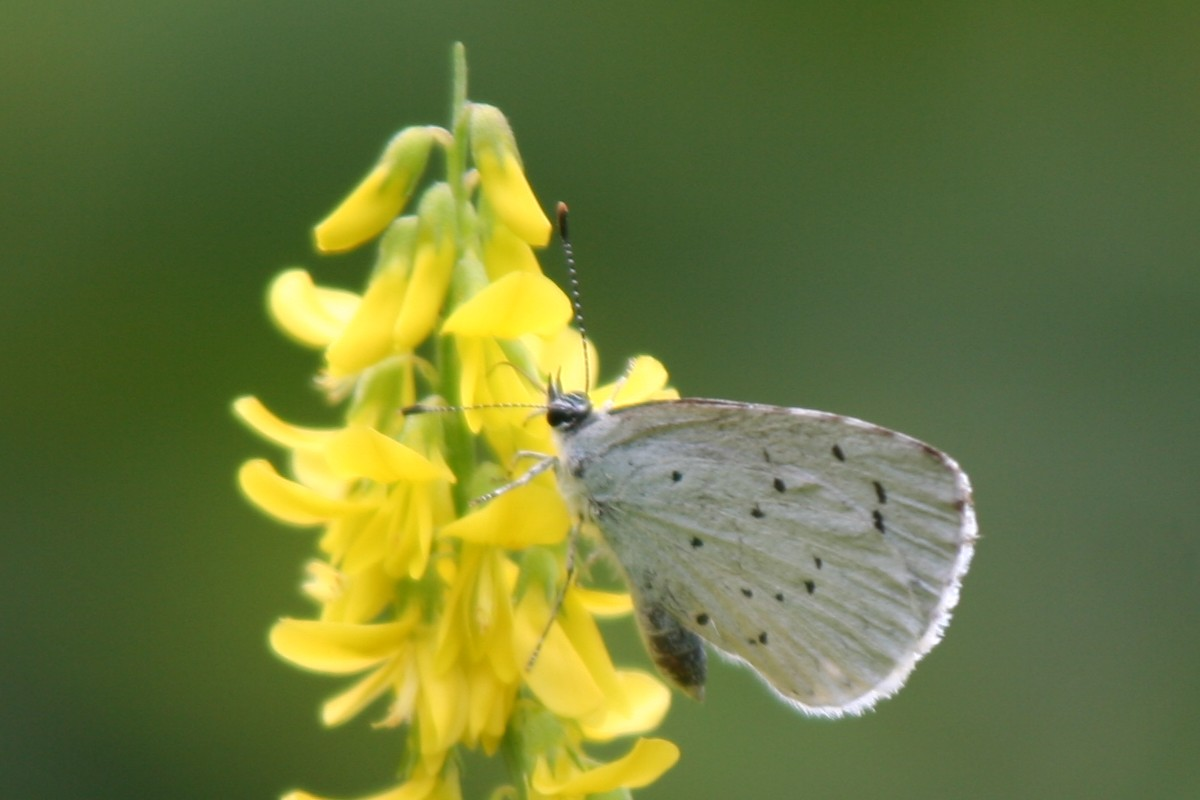
Gul sötväppling med besök av Tosteblåvinge, Celastrina argiolus

Snarlika arter är
- Gul sötväppling
- Gulvial (Lathyrus pratensis)

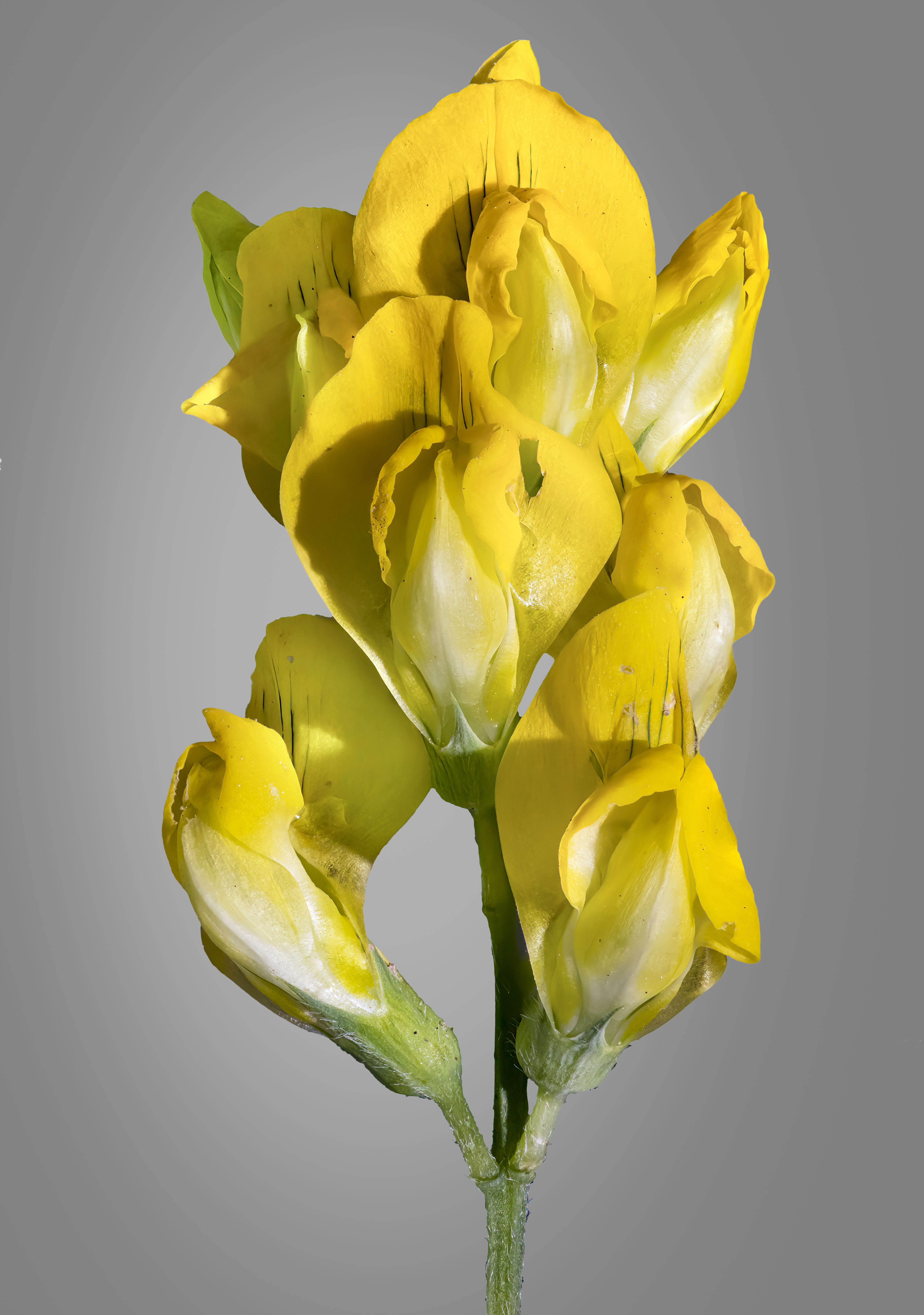
Gulvial

- Stor käringtand (Lathyrus pedunculatus). Den kan skiljas från den vanliga käringtanden, genom att stjälken är ihålig hos stor käringtand.
- Smal käringtand (Lathyrus tenusis), vars särskiljande tecken är att stjälken är mycket tunn.

### Andra arter, som ibygdemålkallats käringtand
- Gökärt, Lathyrus linifolius (Reichard) Bässler
- Styvmorsviol, Viola tricolor; förekommer i Dalsland [2]
- Gullviva, Primula veris; förekommer i Blekinge [3]

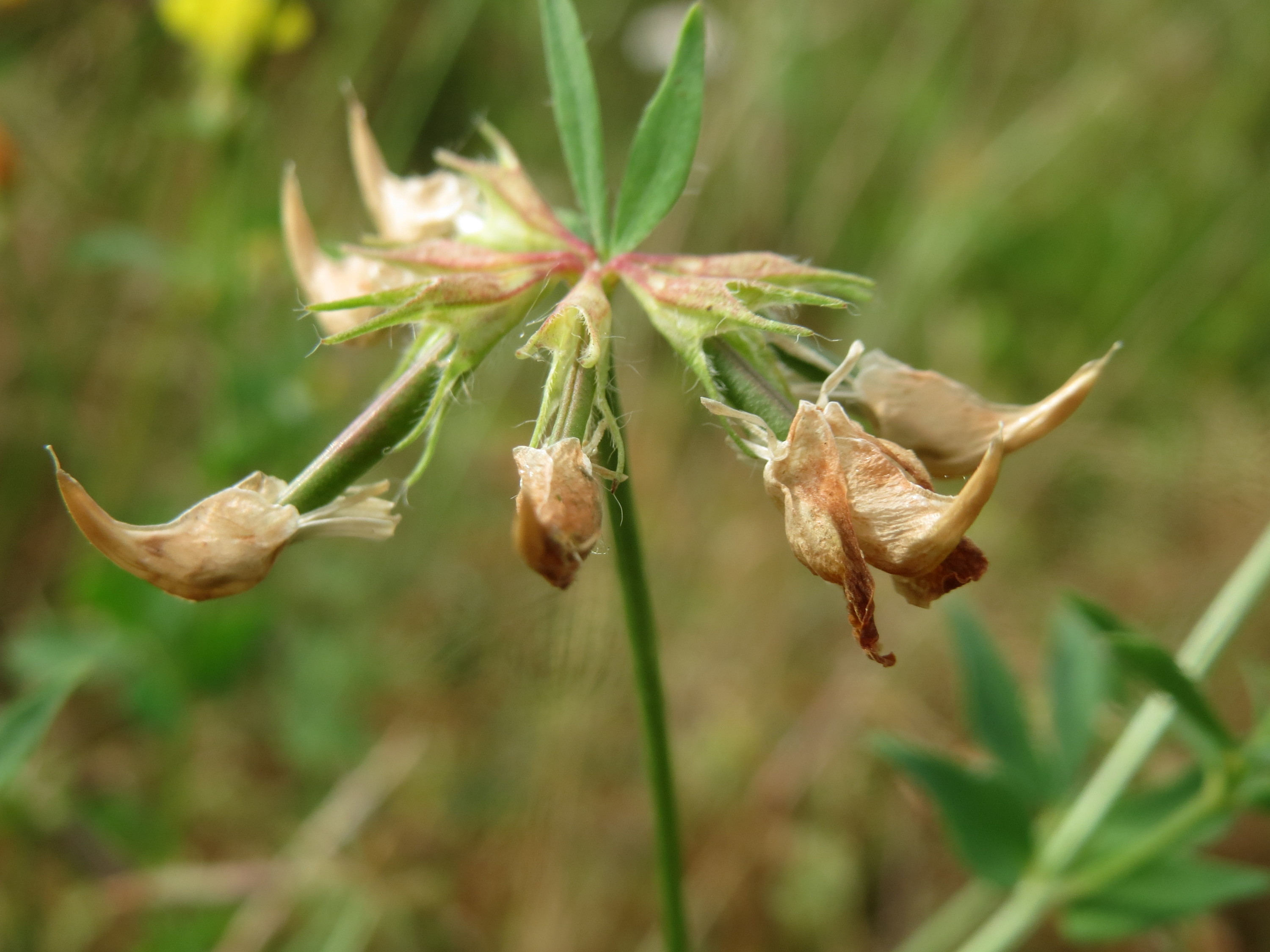
Fruktens "horn" är anledningen till artepitetet corniculatus.

## Etymologi
- Släktnamnet Lotus är hämtat från grekiska. Namnet användes av Homeros (800 f. Kr.) om en ärtväxt.
- Artepitetet corniculatus kommer av latin cornu, som betyder horn.

## Användning
Käringtanden används delvis som foder (därav namnet på underarten foderkäringtand), men kan vara giftig i stora mängder. Ses dock mer som slåtterväxt än betesväxt och tål ej betning lika bra som exempelvis vitklöver.
Om käringtand på jordbruksmark inte betraktas som ogräs, utan tillåts, kommer det kväve, som finns i luften upptagas i leguminosknölarna. När växten vissnat har marken fått ett tillskott av det kväve, som andra växter behöver som näring, d.v.s. symbios med jordförbättring som resultat. Frö för gödsling finns emellertid inte tillgängligt i handeln.

## Underarter
- Finsk käringtand (Lotus corniculatus'' var. ''maritimus)
- Fjällkäringtand (Lotus corniculatus'' var. ''borealis Hyl.)
- Foderkäringtand (Lotus corniculatus'' var. ''sativus Hyl.)
- Vanlig käringtand (Lotus corniculatus'' var. ''corniculatus)
- Åskäringtand (Lotus corniculatus'' var. ''arenosus)

## Bygdemål
| Namn          | Trakt   | Referens | Förklaring                                   |
| ------------- | ------- | -------- | -------------------------------------------- |
|               |         |          |                                              |
| Gigelärt      |         | [ 4 ]    | Gigel betyder sneda tänder                   |
| Gulhane       |         |          |                                              |
| Kattklor      |         |          |                                              |
| Kosmör        |         | [ 5 ]    |                                              |
| Käringgigel   |         | [ 1 ]    |                                              |
| Kärringtuppor | Dalarna | [ 3 ]    | Med tuppor ("toppar") menas i dalmål blommor |

## Bilder

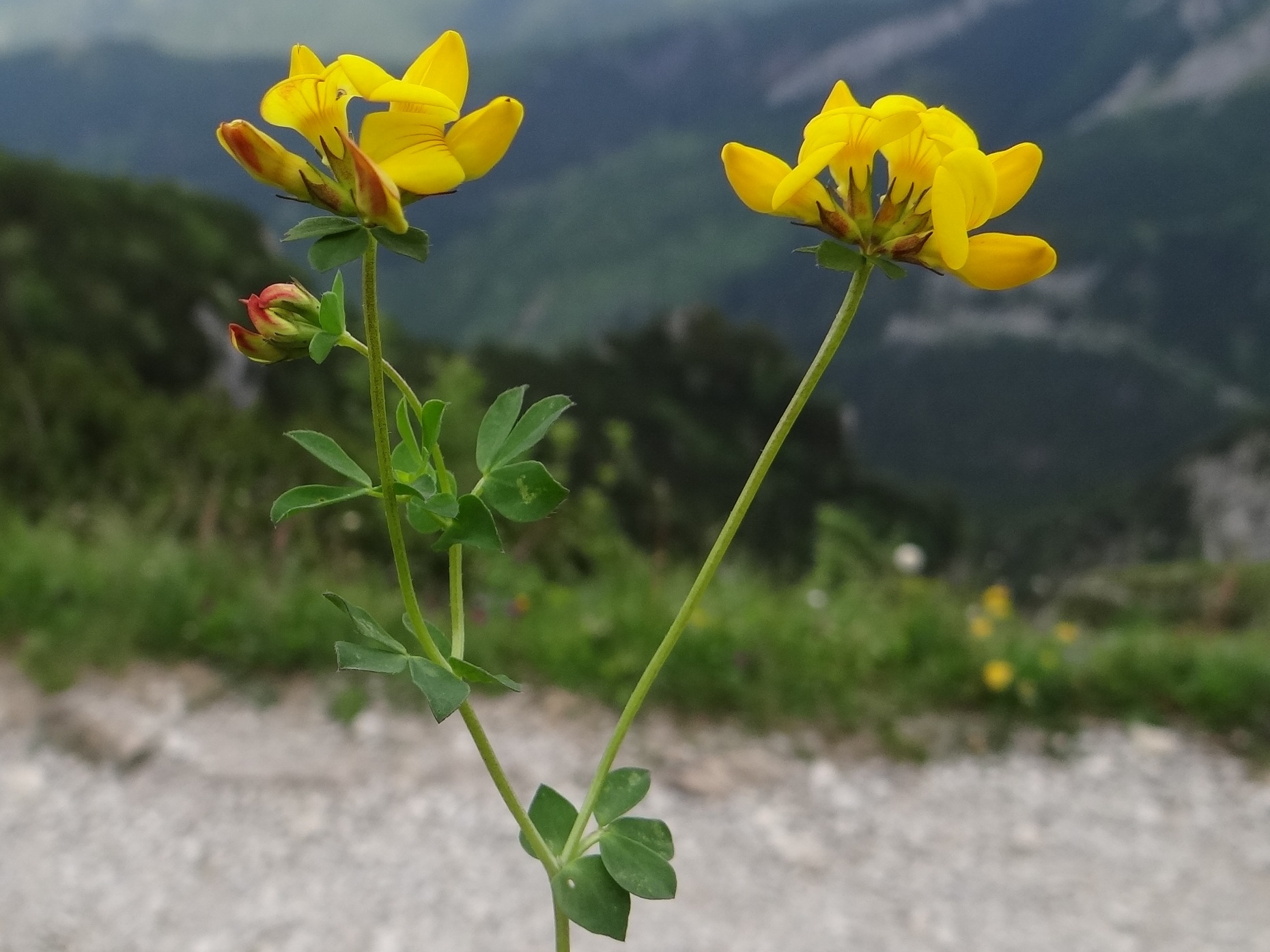
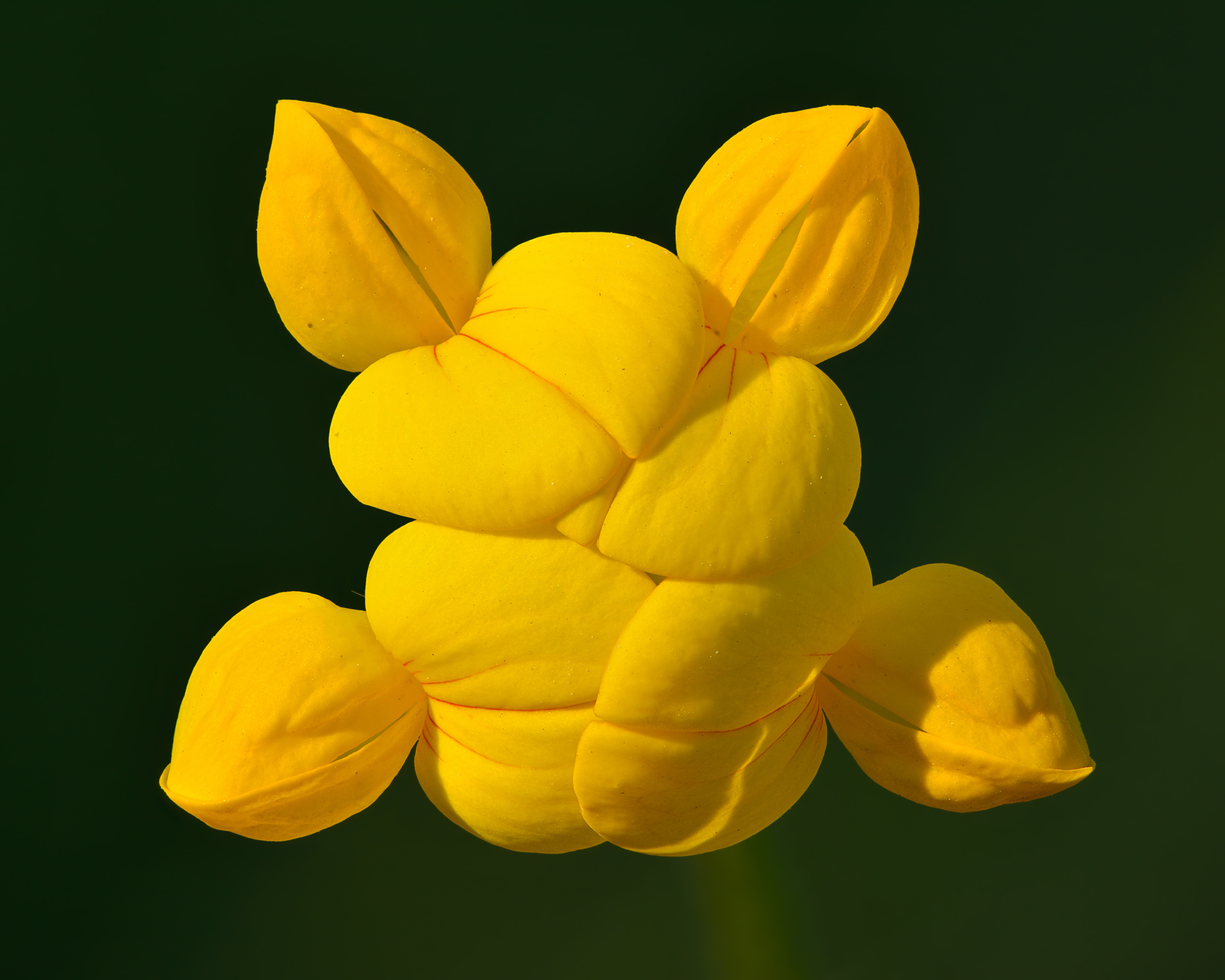
Detalj av blomma
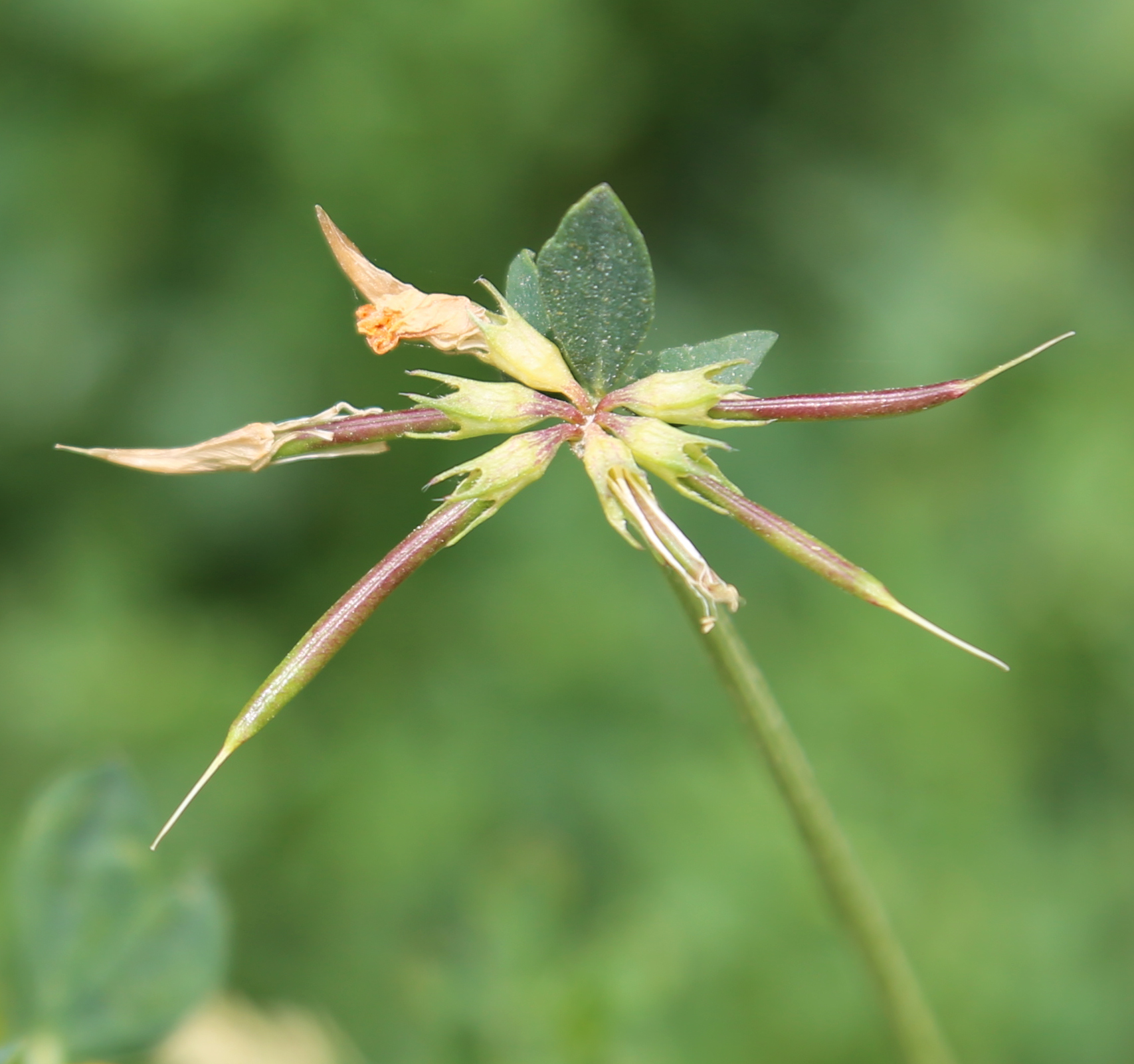
Omogen frukt
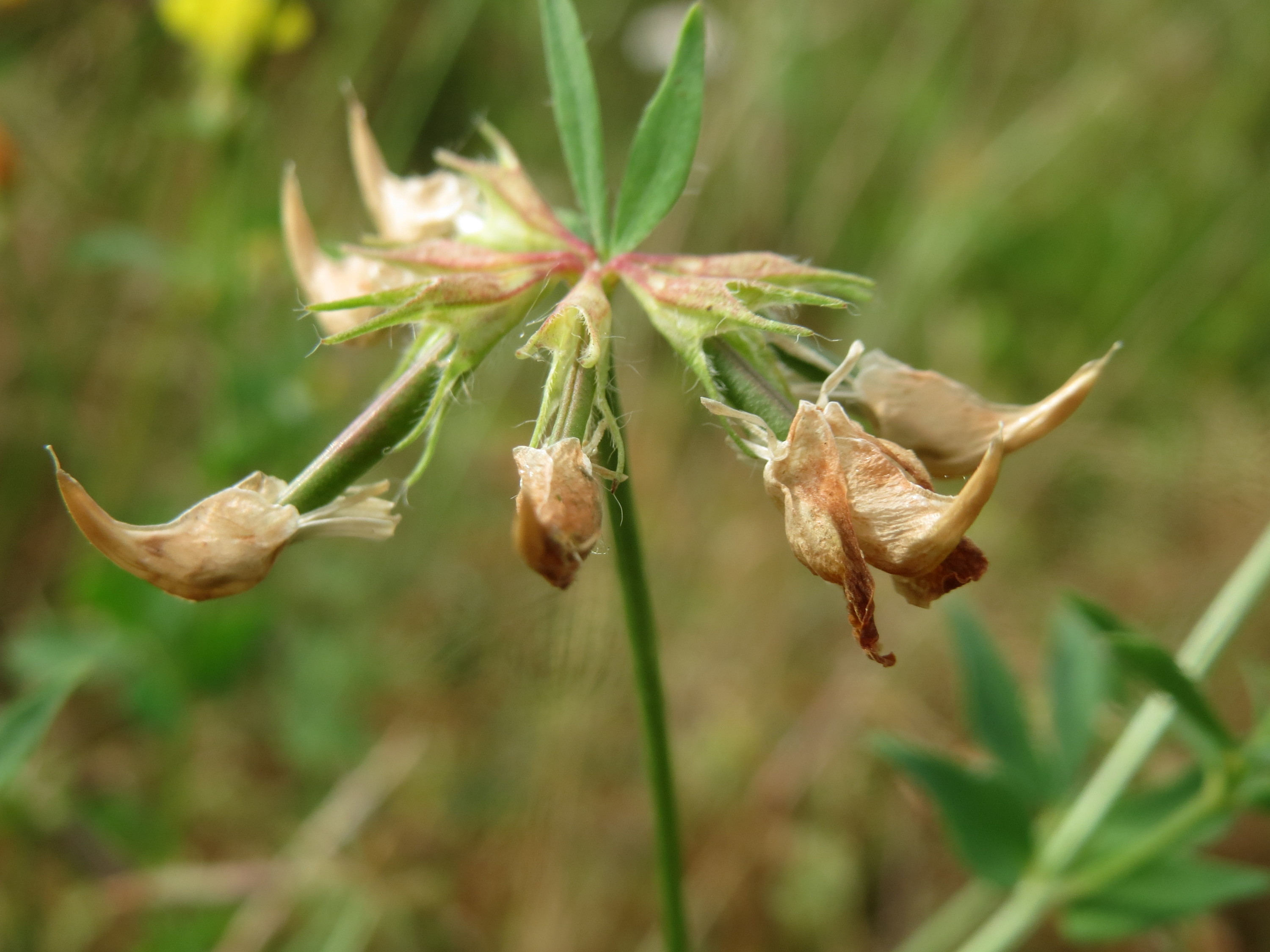
Behornad frukt, som är anledningen till epitetet corniculatus
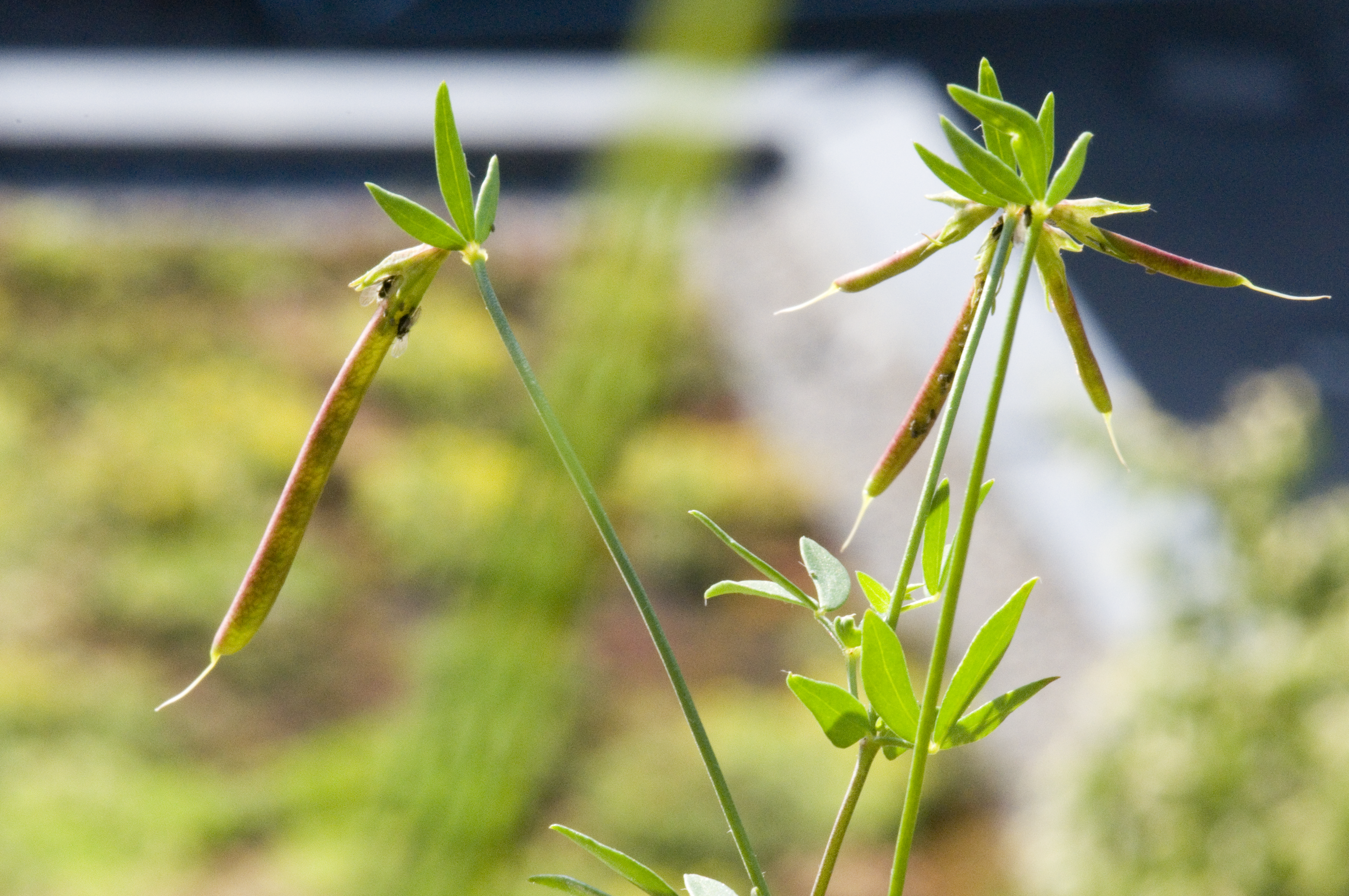
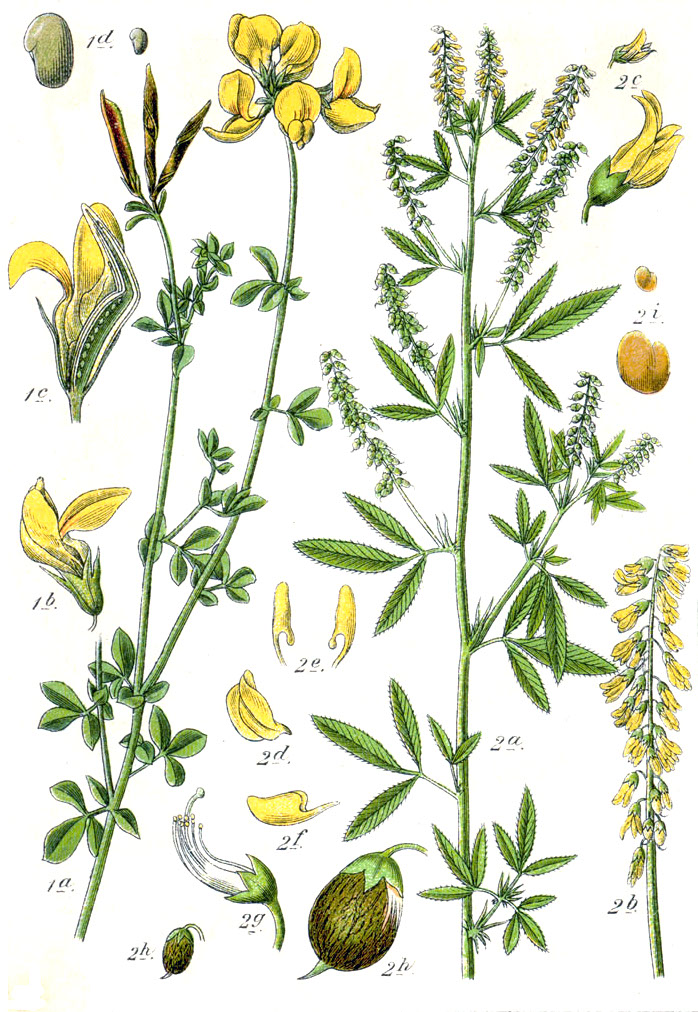
Jacob Sturm: Deutschlands Flora in Abbildungen (1796)